# Torneo Apertura 2024 Liga de Expansión
El Torneo Apertura 2024 fue el noveno torneo de la Liga de Expansión MX, una liga de fútbol fundada en el año 2020 como parte del "Proyecto de Estabilización", el cual tiene como objetivo rescatar a los equipos de la Liga de Ascenso de México con problemas financieros y evitar de esta forma la desaparición de la Segunda División en México.

## Cambios
- A partir de este torneo se eliminó la ronda de Play-in, por lo que los ocho primeros lugares de la tabla general avanzarán directamente a los cuartos de final.[4]
- El Tampico Madero se integró en la categoría como un equipo invitado desde la Liga Premier de México.[4]
- El club Cimarrones de Sonora puso en venta su certificado de afiliación, el cual fue adquirido por unos nuevos propietarios con la intención de convertirlo en el Jaguares Fútbol Club,[5] sin embargo, la compra no recibió los votos necesarios para su aprobación por parte de la Asamblea de Dueños de la Liga de Expansión. Por lo que durante esta temporada la franquicia será congelada y no tomará parte de la competición.[4]

## Sistema de competición
El torneo de la Liga de Expansión MX, está conformado en dos partes:
- Fase de calificación: Se integra por las 15 jornadas del torneo.
- Fase final: Se integra por los partidos de cuartos de final, semifinal y final, más conocida como liguilla.

### Fase de clasificación
En la fase de clasificación se observará el sistema de puntos. La ubicación en la tabla general está sujeta a lo siguiente:
- Por juego ganado se obtendrán tres puntos.
- Por juego empatado se obtendrá un punto.
- Por juego perdido no se otorgan puntos.

En esta fase participan los 15 clubes de la Liga de Expansión MX jugando en cada torneo todos contra todos durante las 15 jornadas respectivas, a un solo partido.
El orden de los clubes al final de la fase de calificación del torneo corresponderá a la suma de los puntos obtenidos por cada uno de ellos y se presentará en forma descendente. Si al finalizar las 15 jornadas del torneo, dos o más clubes estuviesen empatados en puntos, su posición en la tabla general será determinada atendiendo a los siguientes criterios de desempate:
1. Mejor diferencia entre los goles anotados y recibidos y goles.
2. Mayor número de goles anotados.
3. Marcadores particulares entre los clubes empatados.
4. Mayor número de goles anotados como visitante.
5. Mejor ubicado en la tabla general de cociente
6. Tabla Fair Play
7. Sorteo.

Para determinar los lugares que ocuparán los clubes que participen en la fase final del torneo se tomará como base la tabla general de clasificación.
Participan automáticamente por el título de Campeón de la Liga de Expansión MX, los 10 primeros clubes de la tabla general de clasificación al término de las 15 jornadas, los primeros seis lugares se clasifican directamente a los cuartos de final.

### Fase final
A partir de la temporada 2024-25 se eliminó la ronda eliminatoria previa a la fase final, por lo que los ocho equipos mejor ubicados en la tabla general se clasificarán directamente a la liguilla que comenzará por los cuartos de final.
Los ocho clubes calificados para cuartos de final serán reubicados de acuerdo con el lugar que ocupen en la tabla general al término de la jornada 15, con el puesto del número uno al club mejor clasificado, y así hasta el número 8. Los partidos a esta fase se desarrollarán a visita, en las siguientes etapas:
- Cuartos de final
- Semifinales
- Final

Los clubes vencedores en los partidos de cuartos de final y semifinal serán aquellos que en los dos juegos anoten el mayor número de goles. De existir empate en el número de goles anotados, la posición se definirá a favor del club con mayor cantidad de goles a favor cuando actúe como visitante. Aplicarán las mismas normativas para el orden de enfrentamientos la ronda de semifinales y final.
Si una vez aplicado el criterio anterior los clubes siguieran empatados, se observará la posición de los clubes en la tabla general de clasificación.
Los partidos correspondientes a las fases de visita recíproca se jugarán obligatoriamente los días miércoles y sábado, y jueves y domingo eligiendo, en su caso, exclusivamente en forma descendente, los cuatro clubes mejor clasificados en la tabla general al término de la jornada 15, el día y horario de su partido como local. Los siguientes cuatro clubes podrán elegir únicamente el horario.
El club vencedor de la final y por lo tanto Campeón, será aquel que en los dos partidos anote el mayor número de goles. Si al término del tiempo reglamentario el partido está empatado, se agregarán dos tiempos extras de 15 minutos cada uno. De persistir el empate en estos periodos, se procederá a lanzar tiros penales hasta que resulte un vencedor.
Los partidos de cuartos de final se jugarán de la siguiente manera:
En las semifinales participarán los cuatro clubes vencedores de cuartos de final, reubicándolos del uno al cuatro, de acuerdo a su mejor posición en la tabla General de clasificación al término de la jornada 15 del torneo correspondiente, enfrentándose:
Disputarán el título de Campeón del Torneo de Apertura 2024, los dos clubes vencedores de la fase semifinal correspondiente, reubicándolos del uno al dos, de acuerdo a su mejor posición en la tabla general de clasificación al término de la jornada 15 de cada Torneo.

## Información de los clubes

### Datos de los clubes
| Club             | Entrenador          | Ciudad                         | Estadio                      | Capacidad | Fundación       | Patrocinador  | Kit            |
| ---------------- | ------------------- | ------------------------------ | ---------------------------- | --------- | --------------- | ------------- | -------------- |
| Atlante          | Daniel Alcántar     | Ciudad de México               | Ciudad de los Deportes       | 34 253    | 1918 (106 años) | Caliente      | Joma           |
| Atlético La Paz  | Raúl Rico           | La Paz, Baja California Sur    | Guaycura                     | 5 209     | 2022 (3 años)   | Baja Ferries  | Marca propia   |
| Atlético Morelia | Mario García        | Morelia, Michoacán             | Morelos                      | 34 795    | 1950 (74 años)  | Akron         | Keuka          |
| Cancún           | Luis Arce           | Cancún, Quintana Roo           | Olímpico Andrés Quintana Roo | 18 844    | 2020 (4 años)   | Cancún        | Adidas         |
| Celaya           | Sergio Blanco       | Celaya, Guanajuato             | Miguel Alemán Valdés         | 23 182    | 1954 (71 años)  | ICEMéxico     | Keuka          |
| Correcaminos UAT | Francisco Cortez    | Ciudad Victoria, Tamaulipas    | Marte R. Gómez               | 10 520    | 1980 (45 años)  |               | JAG Sportswear |
| Dorados          | Sebastián Abreu     | Culiacán, Sinaloa              | Dorados                      | 23 000    | 2003 (21 años)  | Coppel        | Charly         |
| Leones Negros    | Alfonso Sosa        | Guadalajara, Jalisco           | Jalisco                      | 55 020    | 1970 (55 años)  | Electrolit    | Sporelli       |
| Oaxaca           | Arturo Alvarado INT | Oaxaca, Oaxaca                 | Tecnológico de Oaxaca        | 14 598    | 2012 (12 años)  | Baby Sky      | SVEDDA         |
| Tampico Madero   | Gastón Obledo       | Tampico Madero, Tamaulipas     | Tamaulipas                   | 19 667    | 1982 (42 años)  | Nexum         | Pirma          |
| Tapatío          | Pepe Meléndez INT   | Zapopan, Jalisco               | Akron                        | 49 850    | 1973 (51 años)  |               | Puma           |
| Tepatitlán       | Jair Real           | Tepatitlán de Morelos, Jalisco | Tepa Gómez                   | 12 500    | 1944 (81 años)  | Pacífica      | Sporelli       |
| Tlaxcala         | Paco Ramírez        | Tlaxcala, Tlaxcala             | Tlahuicole                   | 12 000    | 2014 (10 años)  | Tlaxcala      | UIN Sports     |
| Venados          | Rigoberto Esparza   | Mérida, Yucatán                | Carlos Iturralde             | 15 087    | 1988 (37 años)  | Yucatán       | Joma           |
| Zacatecas        | Nacho Castro        | Zacatecas, Zacatecas           | Carlos Vega Villalba         | 20 068    | 2014 (10 años)  | Fresnillo plc | Spiro          |

Datos actualizados al 23 de julio de 2024.

### Cambios de entrenadores
| Equipo  | Entrenador (Jornadas)     | Fecha de vacante      | Tipo de salida                                     | Pos. | Entrenador entrante | Fecha de nombramiento |
| ------- | ------------------------- | --------------------- | -------------------------------------------------- | ---- | ------------------- | --------------------- |
| Oaxaca  | Carlos Gutiérrez (1 - 11) | 7 de octubre de 2024  | Despedido                                          | 12.° | Arturo Alvarado INT | 8 de octubre de 2024  |
| Tapatío | Arturo Ortega (1 - 11)    | 10 de octubre de 2024 | Nombrado entrenador interino del C. D. Guadalajara | 2.°  | Pepe Meléndez INT   | 10 de octubre de 2024 |

### Equipos por Entidad Federativa
| Estado              | N.º | Equipos                                    |
| ------------------- | --- | ------------------------------------------ |
| Jalisco             | 3   | U. de G., Tepatitlán F. C. y C. D. Tapatío |
| Tamaulipas          | 2   | Correcaminos UAT y Tampico Madero          |
| Baja California Sur | 1   | Atlético La Paz                            |
| Ciudad de México    | 1   | Atlante                                    |
| Guanajuato          | 1   | Celaya                                     |
| Michoacán           | 1   | Morelia                                    |
| Oaxaca              | 1   | Oaxaca                                     |
| Quintana Roo        | 1   | Cancún                                     |
| Sinaloa             | 1   | Dorados                                    |
| Tlaxcala            | 1   | Tlaxcala                                   |
| Yucatán             | 1   | Venados                                    |
| Zacatecas           | 1   | Mineros                                    |

### Estadios
|                                                                                               |                                                                                         |                                                                                                |
|                                                                                               |                                                                                         |                                                                                                |
| Estadio Jalisco Ciudad: Guadalajara Capacidad: 55.020 Club: Universidad de Guadalajara        | Estadio Akron Ciudad: Zapopan Capacidad:49.850 Club: Club Deportivo Tapatío             | Estadio Morelos Ciudad: Morelia Capacidad: 34.795 Club: Atlético Morelia                       |
|                                                                                               |                                                                                         |                                                                                                |
| Estadio de la Ciudad de los Deportes Ciudad: Ciudad de México Capacidad: 34.253 Club: Atlante | Estadio Miguel Alemán Valdés Ciudad: Celaya Capacidad: 23.182 Club: Celaya              | Estadio Dorados Ciudad: Culiacán Capacidad: 23.000 Club: Dorados de Sinaloa                    |
|                                                                                               |                                                                                         |                                                                                                |
| Estadio Carlos Vega Villalba Ciudad: Zacatecas Capacidad: 20.068 Club: Mineros de Zacatecas   | Estadio Tamaulipas Ciudad: Tampico Madero Capacidad: 19.667 Club: Tampico Madero        | Estadio Olímpico Andrés Quintana Roo Ciudad: Cancún Capacidad: 18.844 Club: Cancún Fútbol Club |
|                                                                                               |                                                                                         |                                                                                                |
| Estadio Carlos Iturralde Rivero Ciudad: Mérida Capacidad: 15.087 Club: Venados                | Estadio Tecnológico de Oaxaca Ciudad: Oaxaca Capacidad:14.598 Club: Alebrijes de Oaxaca | Estadio Tepa Gómez Ciudad: Tepatitlán Capacidad: 12.500 Club: Tepatitlán Fútbol Club           |
|                                                                                               |                                                                                         |                                                                                                |
| Estadio Tlahuicole Ciudad:Tlaxcala Capacidad: 12.000 Club: Tlaxcala Fútbol Club               | Estadio Marte R. Gómez Ciudad: Ciudad Victoria Capacidad: 10.520 Club: Correcaminos UAT | Estadio Guaycura Ciudad: La Paz Capacidad: 5.209 Club: Atlético La Paz                         |

## Torneo regular
- El Calendario completo según la página oficial.
- Los horarios son correspondientes al Tiempo del Centro de México (UTC-6).[14]
- Calendario dado a conocer el 12 de julio de 2024[15]

| Jornada 1      | Jornada 1 | Jornada 1        | Jornada 1               | Jornada 1        | Jornada 1 | Jornada 1    | Jornada 1  | Jornada 1 |
| Local          | Resultado | Visitante        | Estadio                 | Fecha            | Hora      | Espectadores | Amonestado | Expulsado |
| -------------- | --------- | ---------------- | ----------------------- | ---------------- | --------- | ------------ | ---------- | --------- |
| Venados        | 1 - 1     | Tepatitlán       | Carlos Iturralde Rivero | 26 de julio      | 19:00     | 3 448        | 6          | 0         |
| Leones Negros  | 1 - 1     | Tapatío          | Jalisco                 | 26 de julio      | 21:00     | 4 138        | 3          | 0         |
| Tlaxcala       | 0 - 2     | Atlético La Paz  | Tlahuicole              | 27 de julio      | 17:00     | 1 726        | 2          | 0         |
| Zacatecas      | 1 - 0     | Dorados          | Carlos Vega Villalba    | 27 de julio      | 19:00     | 1 830        | 6          | 0         |
| Tampico Madero | 1 - 1     | Atlético Morelia | Tamaulipas              | 27 de julio      | 21:00     | 11 780       | 3          | 0         |
| Celaya         | 0 – 1     | Atlante          | Miguel Alemán Valdés    | 25 de septiembre | 19:00     | 3 511        | 6          | 0         |
| Correcaminos   | 1 - 3     | Cancún           | Marte R. Gómez          | 16 de octubre    | 19:00     | 2 352        | 4          | 0         |
| DESCANSO:      | DESCANSO: | DESCANSO:        | Oaxaca                  | Oaxaca           | Oaxaca    | Oaxaca       | Oaxaca     | Oaxaca    |

| Jornada 2        | Jornada 2 | Jornada 2     | Jornada 2              | Jornada 2   | Jornada 2 | Jornada 2    | Jornada 2  | Jornada 2 |
| Local            | Resultado | Visitante     | Estadio                | Fecha       | Hora      | Espectadores | Amonestado | Expulsado |
| ---------------- | --------- | ------------- | ---------------------- | ----------- | --------- | ------------ | ---------- | --------- |
| Atlético Morelia | 1 - 4     | Tapatío       | Morelos                | 2 de agosto | 11:00     | 5 292        | 5          | 0         |
| Tampico Madero   | 0 - 0     | Venados       | Tamaulipas             | 2 de agosto | 19:00     | 7 128        | 7          | 0         |
| Zacatecas        | 3 - 0     | Oaxaca        | Carlos Vega Villalba   | 2 de agosto | 19:00     | 2 008        | 4          | 0         |
| Atlético La Paz  | 2 - 2     | Atlante       | Guaycura               | 2 de agosto | 21:00     | 5 153        | 7          | 1         |
| Cancún           | 2 - 0     | Tepatitlán    | O. Andrés Quintana Roo | 3 de agosto | 17:00     | 1 880        | 6          | 1         |
| Tlaxcala         | 3 - 2     | Correcaminos  | Tlahuicole             | 3 de agosto | 19:00     | 1 260        | 3          | 0         |
| Dorados          | 0 - 1     | Leones Negros | Dorados                | 3 de agosto | 21:00     | 4 133        | 2          | 0         |
| DESCANSO:        | DESCANSO: | DESCANSO:     | Celaya                 | Celaya      | Celaya    | Celaya       | Celaya     | Celaya    |

| Jornada 3     | Jornada 3 | Jornada 3        | Jornada 3               | Jornada 3    | Jornada 3 | Jornada 3    | Jornada 3  | Jornada 3 |
| Local         | Resultado | Visitante        | Estadio                 | Fecha        | Hora      | Espectadores | Amonestado | Expulsado |
| ------------- | --------- | ---------------- | ----------------------- | ------------ | --------- | ------------ | ---------- | --------- |
| Correcaminos  | 5 - 1     | Atlético La Paz  | Marte R. Gómez          | 8 de agosto  | 19:00     | 2 211        | 1          | 0         |
| Venados       | 1 - 1     | Celaya           | Carlos Iturralde Rivero | 9 de agosto  | 19:00     | 2 011        | 4          | 0         |
| Tapatío       | 2 - 0     | Tampico Madero   | Akron                   | 9 de agosto  | 21:00     | 690          | 7          | 0         |
| Oaxaca        | 0 - 2     | Cancún           | Tecnológico de Oaxaca   | 10 de agosto | 18:00     | 1 954        | 4          | 0         |
| Tepatitlán    | 0 - 0     | Tlaxcala         | Gregorio "Tepa" Gómez   | 10 de agosto | 20:00     | 1 614        | 4          | 0         |
| Leones Negros | 1 - 0     | Zacatecas        | Jalisco                 | 11 de agosto | 12:00     | 2 541        | 5          | 0         |
| Atlante       | 3 - 1     | Atlético Morelia | Ciudad de los Deportes  | 11 de agosto | 17:00     | 2 992        | 3          | 0         |
| DESCANSO:     | DESCANSO: | DESCANSO:        | Dorados                 | Dorados      | Dorados   | Dorados      | Dorados    | Dorados   |

| Jornada 4        | Jornada 4 | Jornada 4     | Jornada 4              | Jornada 4       | Jornada 4       | Jornada 4       | Jornada 4       | Jornada 4       |
| Local            | Resultado | Visitante     | Estadio                | Fecha           | Hora            | Espectadores    | Amonestado      | Expulsado       |
| ---------------- | --------- | ------------- | ---------------------- | --------------- | --------------- | --------------- | --------------- | --------------- |
| Tampico Madero   | 0 - 0     | Correcaminos  | Tamaulipas             | 15 de agosto    | 21:05           | 15 039          | 6               | 0               |
| Atlante          | 1 - 0     | Venados       | Ciudad de los Deportes | 16 de agosto    | 19:00           | 1 332           | 3               | 0               |
| Tapatío          | 6 - 0     | Oaxaca        | Akron                  | 16 de agosto    | 21:00           | 765             | 2               | 0               |
| Atlético Morelia | 2 - 1     | Tepatitlán    | Morelos                | 17 de agosto    | 17:00           | 3 393           | 7               | 1               |
| Cancún           | 0 - 0     | Zacatecas     | O. Andrés Quintana Roo | 17 de agosto    | 17:00           | 2 876           | 3               | 0               |
| Tlaxcala         | 1 - 2     | Leones Negros | Tlahuicole             | 17 de agosto    | 19:00           | 1 453           | 5               | 0               |
| Celaya           | 3 - 1     | Dorados       | Miguel Alemán Valdés   | 18 de agosto    | 19:00           | 3 712           | 5               | 0               |
| DESCANSO:        | DESCANSO: | DESCANSO:     | Atlético La Paz        | Atlético La Paz | Atlético La Paz | Atlético La Paz | Atlético La Paz | Atlético La Paz |

| Jornada 5       | Jornada 5 | Jornada 5        | Jornada 5              | Jornada 5     | Jornada 5     | Jornada 5     | Jornada 5     | Jornada 5     |
| Local           | Resultado | Visitante        | Estadio                | Fecha         | Hora          | Espectadores  | Amonestado    | Expulsado     |
| --------------- | --------- | ---------------- | ---------------------- | ------------- | ------------- | ------------- | ------------- | ------------- |
| Correcaminos    | 1 - 1     | Celaya           | Marte R. Gómez         | 22 de agosto  | 21:10         | 3 067         | 3             | 1             |
| Zacatecas       | 1 - 0     | Tlaxcala         | Carlos Vega Villalba   | 23 de agosto  | 19:00         | 3 370         | 5             | 0             |
| Atlético La Paz | 1 - 1     | Venados          | Guaycura               | 23 de agosto  | 21:00         | 4 318         | 3             | 0             |
| Cancún          | 0 - 1     | Tampico Madero   | O. Andrés Quintana Roo | 24 de agosto  | 17:00         | 2 253         | 6             | 0             |
| Dorados         | 3 - 3     | Tapatío          | Dorados                | 24 de agosto  | 21:00         | 3 336         | 5             | 0             |
| Tepatitlán      | 1 - 1     | Atlante          | Gregorio "Tepa" Gómez  | 25 de agosto  | 12:00         | 1 797         | 5             | 1             |
| Oaxaca          | 1 - 1     | Atlético Morelia | Tecnológico de Oaxaca  | 25 de agosto  | 16:00         | 1 546         | 3             | 0             |
| DESCANSO:       | DESCANSO: | DESCANSO:        | Leones Negros          | Leones Negros | Leones Negros | Leones Negros | Leones Negros | Leones Negros |

| Jornada 6        | Jornada 6 | Jornada 6       | Jornada 6               | Jornada 6       | Jornada 6 | Jornada 6    | Jornada 6  | Jornada 6 |
| Local            | Resultado | Visitante       | Estadio                 | Fecha           | Hora      | Espectadores | Amonestado | Expulsado |
| ---------------- | --------- | --------------- | ----------------------- | --------------- | --------- | ------------ | ---------- | --------- |
| Tampico Madero   | 1 - 0     | Zacatecas       | Tamaulipas              | 30 de agosto    | 19:00     | 7 352        | 2          | 0         |
| Atlante          | 6 - 0     | Oaxaca          | Ciudad de los Deportes  | 30 de agosto    | 19:00     | 1 381        | 6          | 0         |
| Leones Negros    | 3 - 1     | Correcaminos    | Jalisco                 | 30 de agosto    | 21:00     | 2 419        | 2          | 0         |
| Atlético Morelia | 1 - 1     | Dorados         | Morelos                 | 31 de agosto    | 17:00     | 5 335        | 8          | 0         |
| Celaya           | 5 - 0     | Atlético La Paz | Miguel Alemán Valdés    | 31 de agosto    | 19:00     | 3 378        | 3          | 0         |
| Venados          | 4 - 0     | Cancún          | Carlos Iturralde Rivero | 31 de agosto    | 19:06     | 3 064        | 4          | 0         |
| Tapatío          | 2 - 0     | Tepatitlán      | Akron                   | 1 de septiembre | 12:00     | 824          | 5          | 0         |
| DESCANSO:        | DESCANSO: | DESCANSO:       | Tlaxcala                | Tlaxcala        | Tlaxcala  | Tlaxcala     | Tlaxcala   | Tlaxcala  |

| Jornada 7       | Jornada 7 | Jornada 7      | Jornada 7              | Jornada 7        | Jornada 7        | Jornada 7        | Jornada 7        | Jornada 7        |
| Local           | Resultado | Visitante      | Estadio                | Fecha            | Hora             | Espectadores     | Amonestado       | Expulsado        |
| --------------- | --------- | -------------- | ---------------------- | ---------------- | ---------------- | ---------------- | ---------------- | ---------------- |
| Tepatitlán      | 2 - 1     | Celaya         | Gregorio "Tepa" Gómez  | 6 de septiembre  | 17:00            | 2 650            | 5                | 0                |
| Zacatecas       | 3 - 1     | Tapatío        | Carlos Vega Villalba   | 6 de septiembre  | 19:00            | 2 422            | 2                | 0                |
| Atlético La Paz | 2 - 1     | Tampico Madero | Guaycura               | 6 de septiembre  | 21:00            | 3 384            | 5                | 0                |
| Cancún          | 0 - 1     | Leones Negros  | O. Andrés Quintana Roo | 7 de septiembre  | 17:00            | 2 747            | 4                | 1                |
| Tlaxcala        | 1 - 0     | Atlante        | Tlahuicole             | 7 de septiembre  | 19:00            | 2 448            | 9                | 0                |
| Dorados         | 3 - 1     | Correcaminos   | Dorados                | 7 de septiembre  | 21:00            | 3 033            | 7                | 1                |
| Oaxaca          | 1 - 0     | Venados        | Tecnológico de Oaxaca  | 8 de septiembre  | 16:00            | 1 034            | 10               | 1                |
| DESCANSO:       | DESCANSO: | DESCANSO:      | Atlético Morelia       | Atlético Morelia | Atlético Morelia | Atlético Morelia | Atlético Morelia | Atlético Morelia |

| Jornada 8      | Jornada 8 | Jornada 8        | Jornada 8               | Jornada 8        | Jornada 8 | Jornada 8    | Jornada 8  | Jornada 8 |
| Local          | Resultado | Visitante        | Estadio                 | Fecha            | Hora      | Espectadores | Amonestado | Expulsado |
| -------------- | --------- | ---------------- | ----------------------- | ---------------- | --------- | ------------ | ---------- | --------- |
| Correcaminos   | 1 - 3     | Oaxaca           | Marte R. Gómez          | 12 de septiembre | 19:00     | 2 478        | 5          | 0         |
| Venados        | 2 - 1     | Atlético Morelia | Carlos Iturralde Rivero | 13 de septiembre | 19:00     | 3 260        | 4          | 0         |
| Atlante        | 4 - 0     | Dorados          | Ciudad de los Deportes  | 13 de septiembre | 21:00     | 1 400        | 1          | 4         |
| Celaya         | 2 - 0     | Zacatecas        | Miguel Alemán Valdés    | 14 de septiembre | 19:00     | 2 284        | 5          | 0         |
| Tampico Madero | 0 - 1     | Tlaxcala         | Tamaulipas              | 14 de septiembre | 21:00     | 7 130        | 4          | 0         |
| Tapatío        | 1 - 0     | Atlético La Paz  | Jalisco                 | 15 de septiembre | 12:00     | 764          | 4          | 2         |
| Leones Negros  | 1 - 0     | Tepatitlán       | Jalisco                 | 15 de septiembre | 17:00     | 4 198        | 7          | 1         |
| DESCANSO:      | DESCANSO: | DESCANSO:        | Cancún                  | Cancún           | Cancún    | Cancún       | Cancún     | Cancún    |

| Jornada 9        | Jornada 9 | Jornada 9       | Jornada 9             | Jornada 9        | Jornada 9 | Jornada 9    | Jornada 9  | Jornada 9 |
| Local            | Resultado | Visitante       | Estadio               | Fecha            | Hora      | Espectadores | Amonestado | Expulsado |
| ---------------- | --------- | --------------- | --------------------- | ---------------- | --------- | ------------ | ---------- | --------- |
| Zacatecas        | 4 - 0     | Atlético La Paz | Carlos Vega Villalba  | 18 de septiembre | 19:00     | 2 074        | 4          | 1         |
| Tepatitlán       | 6 - 0     | Correcaminos    | Gregorio "Tepa" Gómez | 20 de septiembre | 21:00     | 2 552        | 5          | 0         |
| Tlaxcala         | 2 - 3     | Tapatío         | Tlahuicole            | 21 de septiembre | 19:00     | 2 556        | 10         | 1         |
| Leones Negros    | 3 - 3     | Atlante         | Jalisco               | 22 de septiembre | 12:00     | 5 105        | 6          | 0         |
| Oaxaca           | 1 - 1     | Tampico Madero  | Tecnológico de Oaxaca | 22 de septiembre | 16:00     | 783          | 6          | 1         |
| Atlético Morelia | 2 - 0     | Celaya          | Morelos               | 2 de octubre     | 19:00     | 3 277        | 4          | 2         |
| Dorados          | 4 - 1     | Cancún          | Caliente              | 29 de octubre    | 21:00     | 203          | 5          | 0         |
| DESCANSO:        | DESCANSO: | DESCANSO:       | Venados               | Venados          | Venados   | Venados      | Venados    | Venados   |

| Jornada 10      | Jornada 10 | Jornada 10       | Jornada 10             | Jornada 10       | Jornada 10 | Jornada 10   | Jornada 10 | Jornada 10 |
| Local           | Resultado  | Visitante        | Estadio                | Fecha            | Hora       | Espectadores | Amonestado | Expulsado  |
| --------------- | ---------- | ---------------- | ---------------------- | ---------------- | ---------- | ------------ | ---------- | ---------- |
| Correcaminos    | 2 – 2      | Zacatecas        | Marte R. Gómez         | 26 de septiembre | 19:00      | 2 276        | 1          | 0          |
| Tapatío         | 2 - 2      | Venados          | Akron                  | 27 de septiembre | 19:00      | 533          | 4          | 0          |
| Tepatitlán      | 1 - 1      | Dorados          | Gregorio "Tepa" Gómez  | 27 de septiembre | 19:06      | 1 445        | 4          | 0          |
| Atlético La Paz | 0 - 1      | Atlético Morelia | Guaycura               | 27 de septiembre | 21:00      | 3 278        | 8          | 0          |
| Cancún          | 5 - 2      | Tlaxcala         | O. Andrés Quintana Roo | 28 de septiembre | 17:00      | 2 138        | 5          | 0          |
| Celaya          | 0 - 0      | Tampico Madero   | Miguel Alemán Valdés   | 28 de septiembre | 19:00      | 2 763        | 4          | 1          |
| Oaxaca          | 2 - 2      | Leones Negros    | Tecnológico de Oaxaca  | 29 de septiembre | 16:00      | 1 029        | 6          | 0          |
| DESCANSO:       | DESCANSO:  | DESCANSO:        | Atlante                | Atlante          | Atlante    | Atlante      | Atlante    | Atlante    |

| Jornada 11       | Jornada 11 | Jornada 11    | Jornada 11              | Jornada 11    | Jornada 11 | Jornada 11   | Jornada 11 | Jornada 11 |
| Local            | Resultado  | Visitante     | Estadio                 | Fecha         | Hora       | Espectadores | Amonestado | Expulsado  |
| ---------------- | ---------- | ------------- | ----------------------- | ------------- | ---------- | ------------ | ---------- | ---------- |
| Venados          | 5 - 1      | Correcaminos  | Carlos Iturralde Rivero | 4 de octubre  | 19:00      | 1 799        | 1          | 0          |
| Atlante          | 1 - 1      | Tapatío       | Ciudad de los Deportes  | 4 de octubre  | 19:00      | 1 684        | 7          | 0          |
| Atlético La Paz  | 2 - 5      | Tepatitlán    | Guaycura                | 4 de octubre  | 21:00      | 2 541        | 3          | 1          |
| Atlético Morelia | 0 - 2      | Leones Negros | Morelos                 | 5 de octubre  | 17:00      | 4 455        | 5          | 0          |
| Celaya           | 3 - 1      | Cancún        | Miguel Alemán Valdés    | 5 de octubre  | 19:00      | 2 086        | 7          | 0          |
| Tlaxcala         | 2 - 1      | Oaxaca        | Tlahuicole              | 5 de octubre  | 19:00      | 1 111        | 8          | 0          |
| Tampico Madero   | 4 - 3      | Dorados       | Tamaulipas              | 22 de octubre | 19:00      | 6 382        | 8          | 0          |
| DESCANSO:        | DESCANSO:  | DESCANSO:     | Zacatecas               | Zacatecas     | Zacatecas  | Zacatecas    | Zacatecas  | Zacatecas  |

| Jornada 12    | Jornada 12 | Jornada 12       | Jornada 12             | Jornada 12    | Jornada 12 | Jornada 12   | Jornada 12 | Jornada 12 |
| Local         | Resultado  | Visitante        | Estadio                | Fecha         | Hora       | Espectadores | Amonestado | Expulsado  |
| ------------- | ---------- | ---------------- | ---------------------- | ------------- | ---------- | ------------ | ---------- | ---------- |
| Correcaminos  | 3 - 0      | Atlético Morelia | Marte R. Gómez         | 10 de octubre | 19:00      | 3 198        | 5          | 0          |
| Tepatitlán    | 1 - 1      | Tampico Madero   | Gregorio "Tepa" Gómez  | 11 de octubre | 19:00      | 3 114        | 7          | 1          |
| Cancún        | 1 - 1      | Atlante          | O. Andrés Quintana Roo | 12 de octubre | 18:00      | 5 900        | 7          | 0          |
| Zacatecas     | 2 - 2      | Venados          | Carlos Vega Villalba   | 12 de octubre | 19:00      | 2 089        | 3          | 1          |
| Dorados       | 1 - 0      | Tlaxcala         | Caliente               | 12 de octubre | 21:00      | 433          | 2          | 0          |
| Leones Negros | 3 - 0      | Atlético La Paz  | Jalisco                | 13 de octubre | 12:00      | 3 975        | 4          | 0          |
| Oaxaca        | 1 - 5      | Celaya           | Tecnológico de Oaxaca  | 13 de octubre | 16:00      | 1 489        | 7          | 0          |
| DESCANSO:     | DESCANSO:  | DESCANSO:        | Tapatío                | Tapatío       | Tapatío    | Tapatío      | Tapatío    | Tapatío    |

| Jornada 13       | Jornada 13 | Jornada 13    | Jornada 13              | Jornada 13    | Jornada 13 | Jornada 13   | Jornada 13 | Jornada 13 |
| Local            | Resultado  | Visitante     | Estadio                 | Fecha         | Hora       | Espectadores | Amonestado | Expulsado  |
| ---------------- | ---------- | ------------- | ----------------------- | ------------- | ---------- | ------------ | ---------- | ---------- |
| Atlético Morelia | 0 - 0      | Zacatecas     | Morelos                 | 17 de octubre | 19:00      | 2 872        | 3          | 0          |
| Venados          | 4 - 0      | Dorados       | Carlos Iturralde Rivero | 18 de octubre | 19:00      | 2 002        | 0          | 0          |
| Atlético La Paz  | 2 - 1      | Oaxaca        | Guaycura                | 18 de octubre | 21:00      | 2 110        | 7          | 0          |
| Celaya           | 1 - 0      | Tlaxcala      | Miguel Alemán Valdés    | 19 de octubre | 19:00      | 2 783        | 6          | 0          |
| Tampico Madero   | 3 - 2      | Leones Negros | Tamaulipas              | 19 de octubre | 21:00      | 6 227        | 2          | 0          |
| Tapatío          | 2 - 0      | Cancún        | Akron                   | 20 de octubre | 12:00      | 960          | 4          | 0          |
| Atlante          | 3 - 1      | Correcaminos  | Ciudad de los Deportes  | 20 de octubre | 17:00      | 2 365        | 1          | 1          |
| DESCANSO:        | DESCANSO:  | DESCANSO:     | Tepatitlán              | Tepatitlán    | Tepatitlán | Tepatitlán   | Tepatitlán | Tepatitlán |

| Jornada 14    | Jornada 14 | Jornada 14       | Jornada 14             | Jornada 14     | Jornada 14     | Jornada 14     | Jornada 14     | Jornada 14     |
| Local         | Resultado  | Visitante        | Estadio                | Fecha          | Hora           | Espectadores   | Amonestado     | Expulsado      |
| ------------- | ---------- | ---------------- | ---------------------- | -------------- | -------------- | -------------- | -------------- | -------------- |
| Correcaminos  | 0 - 3      | Tapatío          | Marte R. Gómez         | 24 de octubre  | 19:00          | 2 770          | 9              | 1              |
| Cancún        | 3 - 1      | Atlético Morelia | O. Andrés Quintana Roo | 25 de octubre  | 17:00          | 1 632          | 5              | 0              |
| Zacatecas     | 0 - 1      | Atlante          | Carlos Vega Villalba   | 25 de octubre  | 19:00          | 3 560          | 7              | 1              |
| Tlaxcala      | 1 - 1      | Venados          | Tlahuicole             | 26 de octubre  | 19:06          | 1 192          | 2              | 0              |
| Dorados       | 4 - 0      | Atlético La Paz  | Caliente               | 26 de octubre  | 21:10          | 233            | 2              | 0              |
| Leones Negros | 1 - 1      | Celaya           | Jalisco                | 27 de octubre  | 12:00          | 3 625          | 4              | 0              |
| Oaxaca        | 0 - 2      | Tepatitlán       | Tecnológico de Oaxaca  | 27 de octubre  | 16:00          | 852            | 1              | 0              |
| DESCANSO:     | DESCANSO:  | DESCANSO:        | Tampico Madero         | Tampico Madero | Tampico Madero | Tampico Madero | Tampico Madero | Tampico Madero |

| Jornada 15       | Jornada 15 | Jornada 15     | Jornada 15              | Jornada 15     | Jornada 15   | Jornada 15   | Jornada 15   | Jornada 15   |
| Local            | Resultado  | Visitante      | Estadio                 | Fecha          | Hora         | Espectadores | Amonestado   | Expulsado    |
| ---------------- | ---------- | -------------- | ----------------------- | -------------- | ------------ | ------------ | ------------ | ------------ |
| Atlético Morelia | 2 - 1      | Tlaxcala       | Morelos                 | 31 de octubre  | 21:00        | 7 368        | 6            | 0            |
| Venados          | 3 - 0      | Leones Negros  | Carlos Iturralde Rivero | 1 de noviembre | 19:00        | 4 019        | 4            | 1            |
| Tapatío          | 1 - 1      | Celaya         | Jalisco                 | 1 de noviembre | 19:00        | 537          | 3            | 0            |
| Atlético La Paz  | 1 - 1      | Cancún         | Guaycura                | 1 de noviembre | 21:00        | 1 784        | 5            | 1            |
| Tepatitlán       | 1 - 1      | Zacatecas      | Gregorio "Tepa" Gómez   | 2 de noviembre | 19:00        | 2 789        | 2            | 0            |
| Dorados          | 2 - 0      | Oaxaca         | Caliente                | 2 de noviembre | 19:00        | 233          | 2            | 0            |
| Atlante          | 4 - 0      | Tampico Madero | La Cantera              | 4 de noviembre | 10:00        | 0            | 5            | 0            |
| DESCANSO:        | DESCANSO:  | DESCANSO:      | Correcaminos            | Correcaminos   | Correcaminos | Correcaminos | Correcaminos | Correcaminos |

## Tabla general
| Pos. | Equipo           | Pts. | PJ | G | E | P | GF | GC | Dif. | Clasificación                   |
| ---- | ---------------- | ---- | -- | - | - | - | -- | -- | ---- | ------------------------------- |
| 1    | Atlante          | 29   | 14 | 8 | 5 | 1 | 31 | 11 | +20  | Cuartos de final de la liguilla |
| 2    | Tapatío (C)      | 29   | 14 | 8 | 5 | 1 | 32 | 14 | +18  | Cuartos de final de la liguilla |
| 3    | Leones Negros    | 28   | 14 | 8 | 4 | 2 | 23 | 15 | +8   | Cuartos de final de la liguilla |
| 4    | Celaya           | 23   | 14 | 6 | 5 | 3 | 24 | 12 | +12  | Cuartos de final de la liguilla |
| 5    | Venados          | 22   | 14 | 5 | 7 | 2 | 26 | 12 | +14  | Cuartos de final de la liguilla |
| 6    | Zacatecas        | 20   | 14 | 5 | 5 | 4 | 16 | 11 | +5   | Cuartos de final de la liguilla |
| 7    | Tepatitlán       | 18   | 14 | 4 | 6 | 4 | 21 | 15 | +6   | Cuartos de final de la liguilla |
| 8    | Dorados          | 18   | 14 | 5 | 3 | 6 | 23 | 24 | −1   | Cuartos de final de la liguilla |
| 9    | Cancún           | 18   | 14 | 5 | 3 | 6 | 19 | 21 | −2   |                                 |
| 10   | Tampico Madero   | 18   | 14 | 4 | 6 | 4 | 13 | 17 | −4   |                                 |
| 11   | Atlético Morelia | 16   | 14 | 4 | 4 | 6 | 14 | 22 | −8   |                                 |
| 12   | Tlaxcala         | 14   | 14 | 4 | 2 | 8 | 14 | 21 | −7   |                                 |
| 13   | Atlético La Paz  | 12   | 14 | 3 | 3 | 8 | 13 | 34 | −21  |                                 |
| 14   | Correcaminos     | 9    | 14 | 2 | 3 | 9 | 19 | 36 | −17  |                                 |
| 15   | Oaxaca           | 9    | 14 | 2 | 3 | 9 | 11 | 35 | −24  |                                 |

Actualizado a los partidos jugados el 4 de noviembre de 2024.
 Fuente: Liga Expansión MX
Criterios de clasificación: Puntos · Diferencia de goles · Goles a favor · Goles como visitante · Tabla de cocientes · Fair play ·  Play-off

### Evolución de la clasificación
Fecha de actualización: 4 de noviembre de 2024
| Equipo / Jornada | 01  | 02  | 03  | 04 | 05 | 06  | 07  | 08  | 09   | 10  | 11   | 12   | 13   | 14  | 15 |
| ---------------- | --- | --- | --- | -- | -- | --- | --- | --- | ---- | --- | ---- | ---- | ---- | --- | -- |
| Atlante          | 9*  | 9*  | 5*  | 4* | 4* | 3*  | 4*  | 3*  | 4*   | 3   | 3    | 3    | 3    | 3   | 1  |
| Tapatío          | 3   | 2   | 1   | 1  | 1  | 1   | 2   | 2   | 1    | 1   | 2    | 2    | 2    | 1   | 2  |
| Leones Negros    | 6   | 4   | 2   | 2  | 3  | 2   | 1   | 1   | 2    | 2   | 1    | 1    | 1    | 2   | 3  |
| Celaya           | 11* | 12* | 12* | 7* | 8* | 6*  | 6*  | 5*  | 5**  | 5*  | 5    | 4    | 4    | 4   | 4  |
| Venados          | 8   | 7   | 9   | 11 | 11 | 7   | 8   | 6   | 6    | 6   | 6    | 6    | 6    | 5   | 5  |
| Zacatecas        | 2   | 1   | 4   | 5  | 2  | 4   | 3   | 4   | 3    | 4   | 4    | 5    | 5    | 6   | 6  |
| Tepatitlán       | 5   | 10  | 11  | 13 | 13 | 13  | 12  | 13  | 9    | 8   | 7    | 7    | 8    | 8   | 7  |
| Dorados          | 14  | 14  | 14  | 14 | 14 | 14  | 14  | 15  | 14*  | 14* | 14** | 12** | 13** | 12* | 8  |
| Cancún           | 10* | 5*  | 3*  | 3* | 5* | 8*  | 10* | 10* | 12** | 9** | 11** | 11** | 9*   | 9*  | 9  |
| Tampico Madero   | 7   | 8   | 10  | 12 | 6  | 5   | 5   | 8   | 8    | 7   | 10*  | 9*   | 7*   | 7   | 10 |
| Atlético Morelia | 4   | 11  | 13  | 10 | 10 | 9   | 11  | 12  | 13*  | 11* | 9    | 10   | 11   | 11  | 11 |
| Tlaxcala         | 15  | 6   | 6   | 9  | 12 | 12  | 9   | 7   | 7    | 10  | 8    | 8    | 10   | 10  | 12 |
| Atlético La Paz  | 1   | 3   | 7   | 8  | 9  | 11  | 7   | 9   | 10   | 13  | 13   | 15   | 12   | 13  | 13 |
| Correcaminos     | 12* | 13* | 8*  | 6* | 7* | 10* | 13* | 14* | 15*  | 15* | 15*  | 13*  | 14   | 14  | 14 |
| Oaxaca           | 13  | 15  | 15  | 15 | 15 | 15  | 15  | 11  | 11   | 12  | 12   | 14   | 15   | 15  | 15 |

- #: Indica la posición del equipo en su jornada de descanso.
- * Indica la posición del equipo con un partido pendiente.

## Tabla de cocientes
- Fecha de actualización: 4 de noviembre de 2024[24][25]

| Pos. | Equipo           | A22              | C23              | A23              | C24              | A24 | Puntos | A22J             | C23J             | A23J             | C24J             | A24J | Juegos | DG  | Cociente |
| ---- | ---------------- | ---------------- | ---------------- | ---------------- | ---------------- | --- | ------ | ---------------- | ---------------- | ---------------- | ---------------- | ---- | ------ | --- | -------- |
| 1    | Atlante          | 34               | 30               | 25               | 25               | 29  | 143    | 17               | 17               | 14               | 14               | 14   | 76     | 71  | 1.8816   |
| 2    | Celaya           | 38               | 37               | 17               | 22               | 23  | 137    | 17               | 17               | 14               | 14               | 14   | 76     | 48  | 1.8026   |
| 3    | Leones Negros    | 31               | 21               | 27               | 29               | 28  | 136    | 17               | 17               | 14               | 14               | 13   | 76     | 50  | 1.7895   |
| 4    | Venados          | 25               | 22               | 21               | 32               | 22  | 122    | 17               | 17               | 14               | 14               | 14   | 76     | 32  | 1.6053   |
| 5    | Tapatío          | 22               | 31               | 14               | 22               | 29  | 118    | 17               | 17               | 14               | 14               | 14   | 76     | 31  | 1.5526   |
| 6    | Zacatecas        | 23               | 17               | 24               | 19               | 20  | 103    | 17               | 17               | 14               | 14               | 14   | 76     | 4   | 1.3553   |
| 7    | Atlético Morelia | 26               | 30               | 21               | 10               | 16  | 103    | 17               | 17               | 14               | 14               | 14   | 76     | -1  | 1.3553   |
| 8    | Cancún           | 14               | 19               | 28               | 22               | 18  | 101    | 17               | 17               | 14               | 14               | 14   | 76     | -1  | 1.3289   |
| 9    | Tampico Madero   | Liga Premier FMF | Liga Premier FMF | Liga Premier FMF | Liga Premier FMF | 18  | 18     | Liga Premier FMF | Liga Premier FMF | Liga Premier FMF | Liga Premier FMF | 14   | 14     | -4  | 1.2857   |
| 10   | Tepatitlán       | 21               | 25               | 23               | 8                | 18  | 95     | 17               | 17               | 14               | 14               | 14   | 76     | -3  | 1.2500   |
| 11   | Atlético La Paz  | 17               | 21               | 20               | 22               | 12  | 92     | 17               | 17               | 14               | 14               | 14   | 76     | -39 | 1.2105   |
| 12   | Correcaminos     | 19               | 22               | 20               | 16               | 9   | 86     | 17               | 17               | 14               | 14               | 14   | 76     | -22 | 1.1316   |
| 13   | Oaxaca           | 20               | 22               | 13               | 19               | 9   | 83     | 17               | 17               | 14               | 14               | 14   | 76     | -40 | 1.0921   |
| 14   | Dorados          | 27               | 9                | 12               | 11               | 18  | 77     | 17               | 17               | 14               | 14               | 14   | 76     | -55 | 1.0132   |
| 15   | Tlaxcala         | 19               | 23               | 6                | 13               | 14  | 75     | 17               | 17               | 14               | 14               | 14   | 76     | -50 | 0.9868   |

## Liguilla
|  | Cuartos de final                                                      | Cuartos de final                                                      | Cuartos de final                                                      | Cuartos de final                                                      | Cuartos de final                                                      |   |   | Semifinales                                                    | Semifinales                                                    | Semifinales                                                    | Semifinales                                                    | Semifinales                                                    |  |   | Final                                                          | Final                                                          | Final                                                          | Final                                                          | Final                                                          |  |
|  | 6 y 7 de noviembre de 2024 (ida) 9 y 10 de noviembre de 2024 (vuelta) | 6 y 7 de noviembre de 2024 (ida) 9 y 10 de noviembre de 2024 (vuelta) | 6 y 7 de noviembre de 2024 (ida) 9 y 10 de noviembre de 2024 (vuelta) | 6 y 7 de noviembre de 2024 (ida) 9 y 10 de noviembre de 2024 (vuelta) | 6 y 7 de noviembre de 2024 (ida) 9 y 10 de noviembre de 2024 (vuelta) |   |   | 14 de noviembre de 2024 (ida) 17 de noviembre de 2024 (vuelta) | 14 de noviembre de 2024 (ida) 17 de noviembre de 2024 (vuelta) | 14 de noviembre de 2024 (ida) 17 de noviembre de 2024 (vuelta) | 14 de noviembre de 2024 (ida) 17 de noviembre de 2024 (vuelta) | 14 de noviembre de 2024 (ida) 17 de noviembre de 2024 (vuelta) |  |   | 20 de noviembre de 2024 (ida) 23 de noviembre de 2024 (vuelta) | 20 de noviembre de 2024 (ida) 23 de noviembre de 2024 (vuelta) | 20 de noviembre de 2024 (ida) 23 de noviembre de 2024 (vuelta) | 20 de noviembre de 2024 (ida) 23 de noviembre de 2024 (vuelta) | 20 de noviembre de 2024 (ida) 23 de noviembre de 2024 (vuelta) |  |
|  |                                                                       |                                                                       |                                                                       |                                                                       |                                                                       |   |   |                                                                |                                                                |                                                                |                                                                |                                                                |  |   |                                                                |                                                                |                                                                |                                                                |                                                                |  |
|  |                                                                       |                                                                       |                                                                       |                                                                       |                                                                       |   |   |                                                                |                                                                |                                                                |                                                                |                                                                |  |   |                                                                |                                                                |                                                                |                                                                |                                                                |  |
|  | 2                                                                     | Tapatío (*)                                                           | 1                                                                     | 1                                                                     | 2                                                                     |   |   |                                                                |                                                                |                                                                |                                                                |                                                                |  |   |                                                                |                                                                |                                                                |                                                                |                                                                |  |
|  | 2                                                                     | Tapatío (*)                                                           | 1                                                                     | 1                                                                     | 2                                                                     |   |   |                                                                |                                                                |                                                                |                                                                |                                                                |  |   |                                                                |                                                                |                                                                |                                                                |                                                                |  |
|  | 7                                                                     | Tepatitlán                                                            | 1                                                                     | 1                                                                     | 2                                                                     |   |   |                                                                |                                                                |                                                                |                                                                |                                                                |  |   |                                                                |                                                                |                                                                |                                                                |                                                                |  |
|  | 7                                                                     | Tepatitlán                                                            | 1                                                                     | 1                                                                     | 2                                                                     |   | 2 | Tapatío (*)                                                    | 2                                                              | 2                                                              | 4                                                              |                                                                |  |   |                                                                |                                                                |                                                                |                                                                |                                                                |  |
|  |                                                                       |                                                                       |                                                                       |                                                                       |                                                                       |   | 2 | Tapatío (*)                                                    | 2                                                              | 2                                                              | 4                                                              |                                                                |  |   |                                                                |                                                                |                                                                |                                                                |                                                                |  |
|  |                                                                       |                                                                       | 3                                                                     | Leones Negros                                                         | 2                                                                     | 2 | 4 |                                                                |                                                                |                                                                |                                                                |                                                                |  |   |                                                                |                                                                |                                                                |                                                                |                                                                |  |
|  | 3                                                                     | Leones Negros                                                         | 3                                                                     | Leones Negros                                                         | 2                                                                     | 2 | 4 | 2                                                              | 3                                                              | 5                                                              |                                                                |                                                                |  |   |                                                                |                                                                |                                                                |                                                                |                                                                |  |
|  | 3                                                                     | Leones Negros                                                         |                                                                       |                                                                       |                                                                       |   |   |                                                                |                                                                | 5                                                              |                                                                |                                                                |  |   |                                                                |                                                                |                                                                |                                                                |                                                                |  |
|  | 6                                                                     | Zacatecas                                                             | 2                                                                     | 1                                                                     | 3                                                                     |   |   |                                                                |                                                                |                                                                |                                                                |                                                                |  |   |                                                                |                                                                |                                                                |                                                                |                                                                |  |
|  | 6                                                                     | Zacatecas                                                             | 2                                                                     | 1                                                                     | 3                                                                     |   |   |                                                                |                                                                |                                                                |                                                                |                                                                |  | 2 | Tapatío                                                        | 2                                                              | 3                                                              | 5                                                              |                                                                |  |
|  |                                                                       |                                                                       |                                                                       |                                                                       |                                                                       |   |   |                                                                |                                                                |                                                                |                                                                |                                                                |  | 2 | Tapatío                                                        | 2                                                              | 3                                                              | 5                                                              |                                                                |  |
|  |                                                                       |                                                                       | 4                                                                     | Celaya                                                                | 1                                                                     | 2 | 3 |                                                                |                                                                |                                                                |                                                                |                                                                |  |   |                                                                |                                                                |                                                                |                                                                |                                                                |  |
|  | 1                                                                     | Atlante                                                               | 4                                                                     | Celaya                                                                | 1                                                                     | 2 | 3 | 1                                                              | 3                                                              | 4                                                              |                                                                |                                                                |  |   |                                                                |                                                                |                                                                |                                                                |                                                                |  |
|  | 1                                                                     | Atlante                                                               |                                                                       |                                                                       |                                                                       |   |   |                                                                |                                                                | 4                                                              |                                                                |                                                                |  |   |                                                                |                                                                |                                                                |                                                                |                                                                |  |
|  | 8                                                                     | Dorados                                                               | 3                                                                     | 0                                                                     | 3                                                                     |   |   |                                                                |                                                                |                                                                |                                                                |                                                                |  |   |                                                                |                                                                |                                                                |                                                                |                                                                |  |
|  | 8                                                                     | Dorados                                                               | 3                                                                     | 0                                                                     | 3                                                                     |   | 1 | Atlante                                                        | 1                                                              | 0                                                              | 1                                                              |                                                                |  |   |                                                                |                                                                |                                                                |                                                                |                                                                |  |
|  |                                                                       |                                                                       |                                                                       |                                                                       |                                                                       |   | 1 | Atlante                                                        | 1                                                              | 0                                                              | 1                                                              |                                                                |  |   |                                                                |                                                                |                                                                |                                                                |                                                                |  |
|  |                                                                       |                                                                       | 4                                                                     | Celaya                                                                | 1                                                                     | 3 | 4 |                                                                |                                                                |                                                                |                                                                |                                                                |  |   |                                                                |                                                                |                                                                |                                                                |                                                                |  |
|  | 4                                                                     | Celaya                                                                | 4                                                                     | Celaya                                                                | 1                                                                     | 3 | 4 | 4                                                              | 4                                                              | 8                                                              |                                                                |                                                                |  |   |                                                                |                                                                |                                                                |                                                                |                                                                |  |
|  | 4                                                                     | Celaya                                                                |                                                                       |                                                                       |                                                                       |   |   |                                                                |                                                                | 8                                                              |                                                                |                                                                |  |   |                                                                |                                                                |                                                                |                                                                |                                                                |  |
|  | 5                                                                     | Venados                                                               | 3                                                                     | 1                                                                     | 4                                                                     |   |   |                                                                |                                                                |                                                                |                                                                |                                                                |  |   |                                                                |                                                                |                                                                |                                                                |                                                                |  |
|  | 5                                                                     | Venados                                                               | 3                                                                     | 1                                                                     | 4                                                                     |   |   |                                                                |                                                                |                                                                |                                                                |                                                                |  |   |                                                                |                                                                |                                                                |                                                                |                                                                |  |
|  |                                                                       |                                                                       |                                                                       |                                                                       |                                                                       |   |   |                                                                |                                                                |                                                                |                                                                |                                                                |  |   |                                                                |                                                                |                                                                |                                                                |                                                                |  |

- Campeón clasifica al  Campeón de Campeones 2024-25

(*) El equipo avanzó por su posición en la tabla general

### Cuartos de final
| 7 de noviembre de 2024 | Dorados                                      | 3:1 (1:1) | Atlante      | Estadio Caliente, Tijuana, Baja California                                |                                                                           |
| 21:05 (UTC -6)         | J. Ramírez 20' · C. Leyva 49' · D. López 63' | Reporte   | D. Magaña 7' | Asistencia: 533 espectadores Árbitro(s): Alan Cristóbal Rodríguez Cancino | Asistencia: 533 espectadores Árbitro(s): Alan Cristóbal Rodríguez Cancino |

| 10 de noviembre de 2024      | Atlante                                    | 3:0 (1:0) (Global 4:3) | Dorados | Estadio Hidalgo, Pachuca, Hidalgo                                    |                                                                      |
| 12:00 (UTC -6)               | H. Meza 45' · F. Reyes 68' · A. Sayago 90' | Reporte                |         | Asistencia: 3 521 espectadores Árbitro(s): Salvador Pérez Villalobos | Asistencia: 3 521 espectadores Árbitro(s): Salvador Pérez Villalobos |
| Atlante avanzó a Semifinales |                                            |                        |         |                                                                      |                                                                      |

| 7 de noviembre de 2024 | Tepatitlán     | 1:1 (0:0) | Tapatío         | Estadio Tepa Gómez, Tepatitlán, Jalisco                                    |                                                                            |
| 19:00 (UTC -6)         | J. Machado 72' | Reporte   | H. Camberos 59' | Asistencia: 5 324 espectadores Árbitro(s): Héctor Salvador Solorio Arreola | Asistencia: 5 324 espectadores Árbitro(s): Héctor Salvador Solorio Arreola |

| 10 de noviembre de 2024                                          | Tapatío           | 1:1 (1:0) (Global 2:2) | Tepatitlán       | Estadio Jalisco, Guadalajara, Jalisco                                |                                                                      |
| 20:00 (UTC -6)                                                   | D. Delgadillo 24' | Reporte                | A. Hernández 78' | Asistencia: 1 377 espectadores Árbitro(s): Orlando Delgadillo Franco | Asistencia: 1 377 espectadores Árbitro(s): Orlando Delgadillo Franco |
| Tapatío avanzó a Semifinales por su posición en la tabla general |                   |                        |                  |                                                                      |                                                                      |

| 6 de noviembre de 2024 | Zacatecas        | 2:2 (1:2) | Leones Negros                 | Estadio Carlos Vega Villalba, Zacatecas, Zacatecas                        |                                                                           |
| 21:05 (UTC -6)         | L. Razo 45', 88' | Reporte   | A. Ocejo 1' · J. Marchand 26' | Asistencia: 4 120 espectadores Árbitro(s): Mauricio Eleazar López Sánchez | Asistencia: 4 120 espectadores Árbitro(s): Mauricio Eleazar López Sánchez |

| 9 de noviembre de 2024             | Leones Negros                                 | 3:1 (2:0) (Global 5:3) | Zacatecas    | Estadio Jalisco, Guadalajara, Jalisco                              |                                                                    |
| 19:00 (UTC -6)                     | J. Marchand 20' · A. Ocejo 44' · J. Pérez 89' | Reporte                | J. Ávila 68' | Asistencia: 4 007 espectadores Árbitro(s): Yonatan Peinado Aguirre | Asistencia: 4 007 espectadores Árbitro(s): Yonatan Peinado Aguirre |
| Leones Negros avanzó a Semifinales |                                               |                        |              |                                                                    |                                                                    |

| 6 de noviembre de 2024 | Venados                                              | 3:4 (1:1) | Celaya                                  | Estadio Carlos Iturralde Rivero, Mérida, Yucatán                         |                                                                          |
| 19:00 (UTC -6)         | K. Amador 27' · L. Nequecaur 66' · J. Casillas 90+4' | Reporte   | A. Domínguez 34', 49' · A. Wlk 46', 70' | Asistencia: 4 987 espectadores Árbitro(s): Luis Alfredo García Rodríguez | Asistencia: 4 987 espectadores Árbitro(s): Luis Alfredo García Rodríguez |

| 9 de noviembre de 2024      | Celaya                                                    | 4:1 (2:1) (Global 8:4) | Venados          | Estadio Miguel Alemán Valdés, Celaya, Guanajuato                            |                                                                             |
| 21:05 (UTC -6)              | A. Wlk 23' · J. Gamboa 32' · N. Vidrio 65' · J. Tovar 87' | Reporte                | L. Nequecaur 31' | Asistencia: 5 286 espectadores Árbitro(s): Joaquín Alberto Vizcarra Armenta | Asistencia: 5 286 espectadores Árbitro(s): Joaquín Alberto Vizcarra Armenta |
| Celaya avanzó a Semifinales |                                                           |                        |                  |                                                                             |                                                                             |

### Semifinales
| 14 de noviembre de 2024 | Celaya    | 1:1 (1:0) | Atlante        | Estadio Miguel Alemán Valdés, Celaya, Guanajuato                     |                                                                      |
| 18:30 (UTC -6)          | A. Wlk 9' | Reporte   | A. Escobar 48' | Asistencia: 7 893 espectadores Árbitro(s): Salvador Pérez Villalobos | Asistencia: 7 893 espectadores Árbitro(s): Salvador Pérez Villalobos |

| 17 de noviembre de 2024  | Atlante | 0:3 (0:2) (Global 1:4) | Celaya                                       | Estadio Hidalgo, Pachuca, Hidalgo                                           |                                                                             |
| 12:00 (UTC -6)           |         | Reporte                | C. Baltazar 8' · O. Múñoz 45+2' · A. Wlk 50' | Asistencia: 4 558 espectadores Árbitro(s): Joaquín Alberto Vizcarra Armenta | Asistencia: 4 558 espectadores Árbitro(s): Joaquín Alberto Vizcarra Armenta |
| Celaya avanzó a la Final |         |                        |                                              |                                                                             |                                                                             |

| 14 de noviembre de 2024 | Leones Negros                 | 2:2 (1:2) | Tapatío                           | Estadio Jalisco, Guadalajara, Jalisco                                     |                                                                           |
| 20:35 (UTC -6)          | A. Ocejo 28' · A. Ledesma 79' | Reporte   | M. Cendejas 18' · H. Camberos 37' | Asistencia: 9 677 espectadores Árbitro(s): Mauricio Eleazar López Sánchez | Asistencia: 9 677 espectadores Árbitro(s): Mauricio Eleazar López Sánchez |

| 17 de noviembre de 2024   | Tapatío                      | 2:2 (2:1) (Global 4:4) | Leones Negros                | Estadio Akron, Zapopan, Jalisco                                     |                                                                     |
| 19:00 (UTC -6)            | T. Wilke 32' · S. Zamora 36' | Reporte                | A. Bravo 45' · E. Rivera 49' | Asistencia: 13 031 espectadores Árbitro(s): Yonatan Peinado Aguirre | Asistencia: 13 031 espectadores Árbitro(s): Yonatan Peinado Aguirre |
| Tapatío avanzó a la Final |                              |                        |                              |                                                                     |                                                                     |

### Final
| 20 de noviembre de 2024 | Celaya          | 1:2 (0:0) | Tapatío                      | Estadio Miguel Alemán Valdés, Celaya, Guanajuato                     |                                                                      |
| 19:00 (UTC -6)          | C. Baltazar 88' | Reporte   | T. Wilke 52' · G. García 74' | Asistencia: 18 425 espectadores Árbitro(s): Yonathan Peinado Aguirre | Asistencia: 18 425 espectadores Árbitro(s): Yonathan Peinado Aguirre |

| 23 de noviembre de 2024                  | Tapatío                                       | 3:2 (0:1) (Global 5:3) | Celaya                            | Estadio Akron, Zapopan, Jalisco                                              |                                                                              |
| 19:00 (UTC -6)                           | B. Sánchez 64' · T. Wilke 69' · S. Zamora 83' | Reporte                | O. Múñoz 45+3' · D. Cervantes 47' | Asistencia: 25 552 espectadores Árbitro(s): Joaquín Alberto Vizcarra Armenta | Asistencia: 25 552 espectadores Árbitro(s): Joaquín Alberto Vizcarra Armenta |
| Tapatío campeón del Torneo Apertura 2024 |                                               |                        |                                   |                                                                              |                                                                              |

#### Final - Ida
| 29    | Guardameta     | Gabino Espinoza     |     |
| 2     | Defensa        | Daniel Cervantes    |     |
| 4     | Defensa        | Osmar Múñoz         |     |
| 20    | Defensa        | Jonathan Tovar      |     |
| 8     | Centrocampista | Lucas de Los Santos | 85' |
| 10    | Centrocampista | Adolfo Domínguez    | 89' |
| 22    | Centrocampista | Carlos Baltazar     |     |
| 23    | Centrocampista | José Juan Vázquez   | 69' |
| 7     | Delantero      | Jonathan Martínez   |     |
| 9     | Delantero      | Allan Wlk           |     |
| 28    | Delantero      | Juan Gamboa         | 69' |
| D. T. | D. T.          | Sergio Blanco       |     |

| 51    | Guardameta     | Eduardo García     |     |
| 42    | Defensa        | Diego Delgadillo   |     |
| 53    | Defensa        | Uziel García       |     |
| 63    | Defensa        | Matías Cendejas    |     |
| 64    | Defensa        | Daniel Flores      |     |
| 44    | Centrocampista | Saúl Zamora        |     |
| 49    | Centrocampista | Gilberto García    | 83' |
| 58    | Centrocampista | Hugo Camberos      | 77' |
| 60    | Centrocampista | Luis Ledesma       | 77' |
| 47    | Delantero      | Gael García        | 83' |
| 55    | Delantero      | Teun Wilke         | 89' |
| D. T. | D. T.          | José Luis Meléndez |     |

| 11 | Delantero      | Duilio Tejeda     | 69' |
| 6  | Centrocampista | Eduardo del Ángel | 69' |
| 17 | Delantero      | Emanuel Montejano | 85' |
| 30 | Centrocampista | Jesús Hernández   | 89' |

| 69  | Delantero | Daniel Villaseca | 77' |
| 54  | Defensa   | Miguel Gómez     | 77' |
| 188 | Defensa   | Francisco Méndez | 83' |
| 56  | Delantero | Benjamín Sánchez | 83' |
| 70  | Delantero | Bruce El-mesmari | 89' |

| 88' | Carlos Baltazar | 1:2 |

| 52' · 74' | Teun Wilke Gael García | 0:1 0:2 |

| 64' | Matías Cendejas |

| Principal  | Yonathan Peinado Aguirre             |
| Asistentes | Francisco Javier González De La Mora |
|            | Rodrigo Emir Aguilar Bazán           |
| Cuarto     | Orlando Delgadillo Franco            |

|  |                    |     |     |
|  | Tiros              | 12  | 10  |
|  | Tiros a puerta     | 2   | 3   |
|  | Faltas             | 12  | 13  |
|  | Saques de esquina  | 10  | 2   |
|  | Penaltis           | 0   | 1   |
|  | Fueras de juego    | 0   | 1   |
|  | Posesión del balón | 65% | 35% |

| 29    | Guardameta     | Gabino Espinoza     |     |
| 2     | Defensa        | Daniel Cervantes    |     |
| 4     | Defensa        | Osmar Múñoz         |     |
| 20    | Defensa        | Jonathan Tovar      |     |
| 8     | Centrocampista | Lucas de Los Santos | 85' |
| 10    | Centrocampista | Adolfo Domínguez    | 89' |
| 22    | Centrocampista | Carlos Baltazar     |     |
| 23    | Centrocampista | José Juan Vázquez   | 69' |
| 7     | Delantero      | Jonathan Martínez   |     |
| 9     | Delantero      | Allan Wlk           |     |
| 28    | Delantero      | Juan Gamboa         | 69' |
| D. T. | D. T.          | Sergio Blanco       |     |

| 51    | Guardameta     | Eduardo García     |     |
| 42    | Defensa        | Diego Delgadillo   |     |
| 53    | Defensa        | Uziel García       |     |
| 63    | Defensa        | Matías Cendejas    |     |
| 64    | Defensa        | Daniel Flores      |     |
| 44    | Centrocampista | Saúl Zamora        |     |
| 49    | Centrocampista | Gilberto García    | 83' |
| 58    | Centrocampista | Hugo Camberos      | 77' |
| 60    | Centrocampista | Luis Ledesma       | 77' |
| 47    | Delantero      | Gael García        | 83' |
| 55    | Delantero      | Teun Wilke         | 89' |
| D. T. | D. T.          | José Luis Meléndez |     |

| 11 | Delantero      | Duilio Tejeda     | 69' |
| 6  | Centrocampista | Eduardo del Ángel | 69' |
| 17 | Delantero      | Emanuel Montejano | 85' |
| 30 | Centrocampista | Jesús Hernández   | 89' |

| 69  | Delantero | Daniel Villaseca | 77' |
| 54  | Defensa   | Miguel Gómez     | 77' |
| 188 | Defensa   | Francisco Méndez | 83' |
| 56  | Delantero | Benjamín Sánchez | 83' |
| 70  | Delantero | Bruce El-mesmari | 89' |

| 88' | Carlos Baltazar | 1:2 |

| 52' · 74' | Teun Wilke Gael García | 0:1 0:2 |

| 64' | Matías Cendejas |

| Principal  | Yonathan Peinado Aguirre             |
| Asistentes | Francisco Javier González De La Mora |
|            | Rodrigo Emir Aguilar Bazán           |
| Cuarto     | Orlando Delgadillo Franco            |

|  |                    |     |     |
|  | Tiros              | 12  | 10  |
|  | Tiros a puerta     | 2   | 3   |
|  | Faltas             | 12  | 13  |
|  | Saques de esquina  | 10  | 2   |
|  | Penaltis           | 0   | 1   |
|  | Fueras de juego    | 0   | 1   |
|  | Posesión del balón | 65% | 35% |

| 29    | Guardameta     | Gabino Espinoza     |     |
| 2     | Defensa        | Daniel Cervantes    |     |
| 4     | Defensa        | Osmar Múñoz         |     |
| 20    | Defensa        | Jonathan Tovar      |     |
| 8     | Centrocampista | Lucas de Los Santos | 85' |
| 10    | Centrocampista | Adolfo Domínguez    | 89' |
| 22    | Centrocampista | Carlos Baltazar     |     |
| 23    | Centrocampista | José Juan Vázquez   | 69' |
| 7     | Delantero      | Jonathan Martínez   |     |
| 9     | Delantero      | Allan Wlk           |     |
| 28    | Delantero      | Juan Gamboa         | 69' |
| D. T. | D. T.          | Sergio Blanco       |     |

| 51    | Guardameta     | Eduardo García     |     |
| 42    | Defensa        | Diego Delgadillo   |     |
| 53    | Defensa        | Uziel García       |     |
| 63    | Defensa        | Matías Cendejas    |     |
| 64    | Defensa        | Daniel Flores      |     |
| 44    | Centrocampista | Saúl Zamora        |     |
| 49    | Centrocampista | Gilberto García    | 83' |
| 58    | Centrocampista | Hugo Camberos      | 77' |
| 60    | Centrocampista | Luis Ledesma       | 77' |
| 47    | Delantero      | Gael García        | 83' |
| 55    | Delantero      | Teun Wilke         | 89' |
| D. T. | D. T.          | José Luis Meléndez |     |

| 11 | Delantero      | Duilio Tejeda     | 69' |
| 6  | Centrocampista | Eduardo del Ángel | 69' |
| 17 | Delantero      | Emanuel Montejano | 85' |
| 30 | Centrocampista | Jesús Hernández   | 89' |

| 69  | Delantero | Daniel Villaseca | 77' |
| 54  | Defensa   | Miguel Gómez     | 77' |
| 188 | Defensa   | Francisco Méndez | 83' |
| 56  | Delantero | Benjamín Sánchez | 83' |
| 70  | Delantero | Bruce El-mesmari | 89' |

| 88' | Carlos Baltazar | 1:2 |

| 52' · 74' | Teun Wilke Gael García | 0:1 0:2 |

| 64' | Matías Cendejas |

| Principal  | Yonathan Peinado Aguirre             |
| Asistentes | Francisco Javier González De La Mora |
|            | Rodrigo Emir Aguilar Bazán           |
| Cuarto     | Orlando Delgadillo Franco            |

|  |                    |     |     |
|  | Tiros              | 12  | 10  |
|  | Tiros a puerta     | 2   | 3   |
|  | Faltas             | 12  | 13  |
|  | Saques de esquina  | 10  | 2   |
|  | Penaltis           | 0   | 1   |
|  | Fueras de juego    | 0   | 1   |
|  | Posesión del balón | 65% | 35% |

| 29    | Guardameta     | Gabino Espinoza     |     |
| 2     | Defensa        | Daniel Cervantes    |     |
| 4     | Defensa        | Osmar Múñoz         |     |
| 20    | Defensa        | Jonathan Tovar      |     |
| 8     | Centrocampista | Lucas de Los Santos | 85' |
| 10    | Centrocampista | Adolfo Domínguez    | 89' |
| 22    | Centrocampista | Carlos Baltazar     |     |
| 23    | Centrocampista | José Juan Vázquez   | 69' |
| 7     | Delantero      | Jonathan Martínez   |     |
| 9     | Delantero      | Allan Wlk           |     |
| 28    | Delantero      | Juan Gamboa         | 69' |
| D. T. | D. T.          | Sergio Blanco       |     |

| 51    | Guardameta     | Eduardo García     |     |
| 42    | Defensa        | Diego Delgadillo   |     |
| 53    | Defensa        | Uziel García       |     |
| 63    | Defensa        | Matías Cendejas    |     |
| 64    | Defensa        | Daniel Flores      |     |
| 44    | Centrocampista | Saúl Zamora        |     |
| 49    | Centrocampista | Gilberto García    | 83' |
| 58    | Centrocampista | Hugo Camberos      | 77' |
| 60    | Centrocampista | Luis Ledesma       | 77' |
| 47    | Delantero      | Gael García        | 83' |
| 55    | Delantero      | Teun Wilke         | 89' |
| D. T. | D. T.          | José Luis Meléndez |     |

| 11 | Delantero      | Duilio Tejeda     | 69' |
| 6  | Centrocampista | Eduardo del Ángel | 69' |
| 17 | Delantero      | Emanuel Montejano | 85' |
| 30 | Centrocampista | Jesús Hernández   | 89' |

| 69  | Delantero | Daniel Villaseca | 77' |
| 54  | Defensa   | Miguel Gómez     | 77' |
| 188 | Defensa   | Francisco Méndez | 83' |
| 56  | Delantero | Benjamín Sánchez | 83' |
| 70  | Delantero | Bruce El-mesmari | 89' |

| 88' | Carlos Baltazar | 1:2 |

| 52' · 74' | Teun Wilke Gael García | 0:1 0:2 |

| 64' | Matías Cendejas |

| Principal  | Yonathan Peinado Aguirre             |
| Asistentes | Francisco Javier González De La Mora |
|            | Rodrigo Emir Aguilar Bazán           |
| Cuarto     | Orlando Delgadillo Franco            |

|  |                    |     |     |
|  | Tiros              | 12  | 10  |
|  | Tiros a puerta     | 2   | 3   |
|  | Faltas             | 12  | 13  |
|  | Saques de esquina  | 10  | 2   |
|  | Penaltis           | 0   | 1   |
|  | Fueras de juego    | 0   | 1   |
|  | Posesión del balón | 65% | 35% |

#### Final - Vuelta
| 51    | Guardameta     | Eduardo García     |     |
| 42    | Defensa        | Diego Delgadillo   | 56' |
| 53    | Defensa        | Uziel García       |     |
| 63    | Defensa        | Matías Cendejas    | 56' |
| 64    | Defensa        | Daniel Flores      |     |
| 44    | Centrocampista | Saúl Zamora        |     |
| 49    | Centrocampista | Gilberto García    | 88' |
| 58    | Centrocampista | Hugo Camberos      | 80' |
| 60    | Centrocampista | Luis Ledesma       | 88' |
| 47    | Delantero      | Gael García        |     |
| 55    | Delantero      | Teun Wilke         |     |
| D. T. | D. T.          | José Luis Meléndez |     |

| 29    | Guardameta     | Gabino Espinoza     |     |
| 2     | Defensa        | Daniel Cervantes    |     |
| 4     | Defensa        | Osmar Múñoz         |     |
| 20    | Defensa        | Jonathan Tovar      |     |
| 8     | Centrocampista | Lucas de Los Santos |     |
| 10    | Centrocampista | Adolfo Domínguez    | 85' |
| 22    | Centrocampista | Carlos Baltazar     |     |
| 23    | Centrocampista | José Juan Vázquez   | 85' |
| 7     | Delantero      | Jonathan Martínez   |     |
| 9     | Delantero      | Allan Wlk           | 74' |
| 28    | Delantero      | Juan Gamboa         | 30' |
| D. T. | D. T.          | Sergio Blanco       |     |

| 65  | Defensa        | Luis Rey         | 56' |
| 56  | Delantero      | Benjamín Sánchez | 56' |
| 188 | Defensa        | Francisco Méndez | 80' |
| 69  | Delantero      | Daniel Villaseca | 88' |
| 48  | Centrocampista | Leonardo Jiménez | 88' |

| 6  | Centrocampista | Eduardo Del Ángel | 30' |
| 11 | Centrocampista | Duilio Tejeda     | 74' |
| 31 | Delantero      | Martín Barragán   | 85' |
| 17 | Delantero      | Emanuel Montejano | 85' |

| 64' · 69' · 83' | Benjamín Sánchez Teun Wilke Saúl Zamora | 1:2 2:2 3:2 |

| 45+3' · 47' | Osmar Múñoz Daniel Cervantes | 0:1 0:2 |

| 89' | Benjamín Sánchez |

| 51' | Jonathan Tovar |

| 27' | Lucas de Los Santos |

| Principal  | Joaquín Alberto Vizcarra Armenta |
| Asistentes | Jesús Aarón Gómez Ruíz           |
|            | Edwin De Jesús Sosa Montoya      |
| Cuarto     | Mauricio Eleazar López Sánchez   |

|  |                    |     |     |
|  | Tiros              | 9   | 9   |
|  | Tiros a puerta     | 3   | 5   |
|  | Faltas             | 14  | 7   |
|  | Saques de esquina  | 3   | 5   |
|  | Penaltis           | 0   | 0   |
|  | Fueras de juego    | 2   | 2   |
|  | Posesión del balón | 59% | 41% |

| 51    | Guardameta     | Eduardo García     |     |
| 42    | Defensa        | Diego Delgadillo   | 56' |
| 53    | Defensa        | Uziel García       |     |
| 63    | Defensa        | Matías Cendejas    | 56' |
| 64    | Defensa        | Daniel Flores      |     |
| 44    | Centrocampista | Saúl Zamora        |     |
| 49    | Centrocampista | Gilberto García    | 88' |
| 58    | Centrocampista | Hugo Camberos      | 80' |
| 60    | Centrocampista | Luis Ledesma       | 88' |
| 47    | Delantero      | Gael García        |     |
| 55    | Delantero      | Teun Wilke         |     |
| D. T. | D. T.          | José Luis Meléndez |     |

| 29    | Guardameta     | Gabino Espinoza     |     |
| 2     | Defensa        | Daniel Cervantes    |     |
| 4     | Defensa        | Osmar Múñoz         |     |
| 20    | Defensa        | Jonathan Tovar      |     |
| 8     | Centrocampista | Lucas de Los Santos |     |
| 10    | Centrocampista | Adolfo Domínguez    | 85' |
| 22    | Centrocampista | Carlos Baltazar     |     |
| 23    | Centrocampista | José Juan Vázquez   | 85' |
| 7     | Delantero      | Jonathan Martínez   |     |
| 9     | Delantero      | Allan Wlk           | 74' |
| 28    | Delantero      | Juan Gamboa         | 30' |
| D. T. | D. T.          | Sergio Blanco       |     |

| 65  | Defensa        | Luis Rey         | 56' |
| 56  | Delantero      | Benjamín Sánchez | 56' |
| 188 | Defensa        | Francisco Méndez | 80' |
| 69  | Delantero      | Daniel Villaseca | 88' |
| 48  | Centrocampista | Leonardo Jiménez | 88' |

| 6  | Centrocampista | Eduardo Del Ángel | 30' |
| 11 | Centrocampista | Duilio Tejeda     | 74' |
| 31 | Delantero      | Martín Barragán   | 85' |
| 17 | Delantero      | Emanuel Montejano | 85' |

| 64' · 69' · 83' | Benjamín Sánchez Teun Wilke Saúl Zamora | 1:2 2:2 3:2 |

| 45+3' · 47' | Osmar Múñoz Daniel Cervantes | 0:1 0:2 |

| 89' | Benjamín Sánchez |

| 51' | Jonathan Tovar |

| 27' | Lucas de Los Santos |

| Principal  | Joaquín Alberto Vizcarra Armenta |
| Asistentes | Jesús Aarón Gómez Ruíz           |
|            | Edwin De Jesús Sosa Montoya      |
| Cuarto     | Mauricio Eleazar López Sánchez   |

|  |                    |     |     |
|  | Tiros              | 9   | 9   |
|  | Tiros a puerta     | 3   | 5   |
|  | Faltas             | 14  | 7   |
|  | Saques de esquina  | 3   | 5   |
|  | Penaltis           | 0   | 0   |
|  | Fueras de juego    | 2   | 2   |
|  | Posesión del balón | 59% | 41% |

| 51    | Guardameta     | Eduardo García     |     |
| 42    | Defensa        | Diego Delgadillo   | 56' |
| 53    | Defensa        | Uziel García       |     |
| 63    | Defensa        | Matías Cendejas    | 56' |
| 64    | Defensa        | Daniel Flores      |     |
| 44    | Centrocampista | Saúl Zamora        |     |
| 49    | Centrocampista | Gilberto García    | 88' |
| 58    | Centrocampista | Hugo Camberos      | 80' |
| 60    | Centrocampista | Luis Ledesma       | 88' |
| 47    | Delantero      | Gael García        |     |
| 55    | Delantero      | Teun Wilke         |     |
| D. T. | D. T.          | José Luis Meléndez |     |

| 29    | Guardameta     | Gabino Espinoza     |     |
| 2     | Defensa        | Daniel Cervantes    |     |
| 4     | Defensa        | Osmar Múñoz         |     |
| 20    | Defensa        | Jonathan Tovar      |     |
| 8     | Centrocampista | Lucas de Los Santos |     |
| 10    | Centrocampista | Adolfo Domínguez    | 85' |
| 22    | Centrocampista | Carlos Baltazar     |     |
| 23    | Centrocampista | José Juan Vázquez   | 85' |
| 7     | Delantero      | Jonathan Martínez   |     |
| 9     | Delantero      | Allan Wlk           | 74' |
| 28    | Delantero      | Juan Gamboa         | 30' |
| D. T. | D. T.          | Sergio Blanco       |     |

| 65  | Defensa        | Luis Rey         | 56' |
| 56  | Delantero      | Benjamín Sánchez | 56' |
| 188 | Defensa        | Francisco Méndez | 80' |
| 69  | Delantero      | Daniel Villaseca | 88' |
| 48  | Centrocampista | Leonardo Jiménez | 88' |

| 6  | Centrocampista | Eduardo Del Ángel | 30' |
| 11 | Centrocampista | Duilio Tejeda     | 74' |
| 31 | Delantero      | Martín Barragán   | 85' |
| 17 | Delantero      | Emanuel Montejano | 85' |

| 64' · 69' · 83' | Benjamín Sánchez Teun Wilke Saúl Zamora | 1:2 2:2 3:2 |

| 45+3' · 47' | Osmar Múñoz Daniel Cervantes | 0:1 0:2 |

| 89' | Benjamín Sánchez |

| 51' | Jonathan Tovar |

| 27' | Lucas de Los Santos |

| Principal  | Joaquín Alberto Vizcarra Armenta |
| Asistentes | Jesús Aarón Gómez Ruíz           |
|            | Edwin De Jesús Sosa Montoya      |
| Cuarto     | Mauricio Eleazar López Sánchez   |

|  |                    |     |     |
|  | Tiros              | 9   | 9   |
|  | Tiros a puerta     | 3   | 5   |
|  | Faltas             | 14  | 7   |
|  | Saques de esquina  | 3   | 5   |
|  | Penaltis           | 0   | 0   |
|  | Fueras de juego    | 2   | 2   |
|  | Posesión del balón | 59% | 41% |

| 51    | Guardameta     | Eduardo García     |     |
| 42    | Defensa        | Diego Delgadillo   | 56' |
| 53    | Defensa        | Uziel García       |     |
| 63    | Defensa        | Matías Cendejas    | 56' |
| 64    | Defensa        | Daniel Flores      |     |
| 44    | Centrocampista | Saúl Zamora        |     |
| 49    | Centrocampista | Gilberto García    | 88' |
| 58    | Centrocampista | Hugo Camberos      | 80' |
| 60    | Centrocampista | Luis Ledesma       | 88' |
| 47    | Delantero      | Gael García        |     |
| 55    | Delantero      | Teun Wilke         |     |
| D. T. | D. T.          | José Luis Meléndez |     |

| 29    | Guardameta     | Gabino Espinoza     |     |
| 2     | Defensa        | Daniel Cervantes    |     |
| 4     | Defensa        | Osmar Múñoz         |     |
| 20    | Defensa        | Jonathan Tovar      |     |
| 8     | Centrocampista | Lucas de Los Santos |     |
| 10    | Centrocampista | Adolfo Domínguez    | 85' |
| 22    | Centrocampista | Carlos Baltazar     |     |
| 23    | Centrocampista | José Juan Vázquez   | 85' |
| 7     | Delantero      | Jonathan Martínez   |     |
| 9     | Delantero      | Allan Wlk           | 74' |
| 28    | Delantero      | Juan Gamboa         | 30' |
| D. T. | D. T.          | Sergio Blanco       |     |

| 65  | Defensa        | Luis Rey         | 56' |
| 56  | Delantero      | Benjamín Sánchez | 56' |
| 188 | Defensa        | Francisco Méndez | 80' |
| 69  | Delantero      | Daniel Villaseca | 88' |
| 48  | Centrocampista | Leonardo Jiménez | 88' |

| 6  | Centrocampista | Eduardo Del Ángel | 30' |
| 11 | Centrocampista | Duilio Tejeda     | 74' |
| 31 | Delantero      | Martín Barragán   | 85' |
| 17 | Delantero      | Emanuel Montejano | 85' |

| 64' · 69' · 83' | Benjamín Sánchez Teun Wilke Saúl Zamora | 1:2 2:2 3:2 |

| 45+3' · 47' | Osmar Múñoz Daniel Cervantes | 0:1 0:2 |

| 89' | Benjamín Sánchez |

| 51' | Jonathan Tovar |

| 27' | Lucas de Los Santos |

| Principal  | Joaquín Alberto Vizcarra Armenta |
| Asistentes | Jesús Aarón Gómez Ruíz           |
|            | Edwin De Jesús Sosa Montoya      |
| Cuarto     | Mauricio Eleazar López Sánchez   |

|  |                    |     |     |
|  | Tiros              | 9   | 9   |
|  | Tiros a puerta     | 3   | 5   |
|  | Faltas             | 14  | 7   |
|  | Saques de esquina  | 3   | 5   |
|  | Penaltis           | 0   | 0   |
|  | Fueras de juego    | 2   | 2   |
|  | Posesión del balón | 59% | 41% |

| Campeón Apertura 2024 |
| --------------------- |
|                       |
| Tapatío               |
| 2°Título              |

## Estadísticas

### Clasificación juego limpio
- Datos según la página oficial.
- Fecha de actualización: 4 de noviembre de 2024

| Lugar                                | Club                                 |          |          |          | Puntos   |
| ------------------------------------ | ------------------------------------ | -------- | -------- | -------- | -------- |
| 1                                    | Atlético La Paz                      | 26       | 1        | 0        | 29       |
| 2                                    | Zacatecas                            | 28       | 1        | 0        | 31       |
| 3                                    | Venados                              | 28       | 0        | 2        | 34       |
| 4                                    | Celaya                               | 27       | 1        | 2        | 36       |
| 5                                    | Tapatío                              | 34       | 1        | 0        | 37       |
| 6                                    | Cancún                               | 31       | 1        | 1        | 37       |
| 7                                    | Leones Negros                        | 33       | 0        | 2        | 39       |
| 8                                    | Dorados                              | 31       | 0        | 3        | 40       |
| 9                                    | Oaxaca                               | 37       | 0        | 1        | 40       |
| 10                                   | Atlético Morelia                     | 41       | 0        | 0        | 41       |
| 11                                   | Tlaxcala                             | 38       | 0        | 1        | 41       |
| 12                                   | Correcaminos                         | 26       | 2        | 3        | 41       |
| 13                                   | Atlante                              | 32       | 0        | 5        | 47       |
| 14                                   | Tepatitlán                           | 39       | 2        | 4        | 57       |
| 15                                   | Tampico Madero                       | 51       | 2        | 1        | 60       |
| Primera Tarjeta Amarilla             | Primera Tarjeta Amarilla             | 1 punto  | 1 punto  | 1 punto  | 1 punto  |
| Segunda Tarjeta Amarilla y Expulsión | Segunda Tarjeta Amarilla y Expulsión | 3 puntos | 3 puntos | 3 puntos | 3 puntos |
| Tarjeta Roja Directa                 | Tarjeta Roja Directa                 | 3 puntos | 3 puntos | 3 puntos | 3 puntos |

### Máximos goleadores
Lista con los máximos goleadores del torneo.
- Datos según la página oficial.

Fecha de actualización: 4 de noviembre de 2024
| Posición | Jugador                | Club             | Goles | Min. | Frec.       |
| -------- | ---------------------- | ---------------- | ----- | ---- | ----------- |
| 1º       | Vladimir Moragrega     | Atlante          | 11    | 1007 | 91.55 min.  |
| 2º       | José Gabriel Rodríguez | Cancún           | 8     | 1198 | 149.75 min. |
| 3º       | Teun Wilke             | Tapatío          | 7     | 1112 | 158.86 min. |
| =        | Alberto Ocejo          | Leones Negros    | 7     | 778  | 111.14 min. |
| =        | Martín Barragán        | Celaya           | 7     | 1063 | 151.86 min. |
| =        | Alfonso Tamay          | Tepatitlán       | 7     | 949  | 135.57 min. |
| 7º       | Adolfo Domínguez       | Celaya           | 6     | 1122 | 187 min.    |
| =        | Fernando González      | Dorados          | 6     | 830  | 138.33 min. |
| =        | Daniel López           | Dorados          | 6     | 1110 | 185 min.    |
| 10º      | Benjamín Sánchez       | Tapatío          | 5     | 436  | 87.2 min.   |
| =        | Gael García            | Tapatío          | 5     | 1056 | 211.2 min.  |
| =        | Sleyther Lora          | Venados          | 5     | 751  | 150.2 min.  |
| =        | Luis Calzadilla        | Venados          | 5     | 790  | 158 min.    |
| =        | Brayan Trejo           | Atlético Morelia | 5     | 844  | 168.8 min.  |

#### Tripletes o más
| Jugador            | Local      | Resultado | Visita          | Goles            | Fecha            | Jornada |
| ------------------ | ---------- | --------- | --------------- | ---------------- | ---------------- | ------- |
| Vladimir Moragrega | Atlante    | 6 - 0     | Oaxaca          | 2' 12' 71'       | 30 de agosto     | 6       |
| Alfonso Tamay      | Tepatitlán | 6 - 0     | Correcaminos    | 6' 34' 46' 90+2' | 20 de septiembre | 9       |
| Joaquín Fernández  | Dorados    | 4 - 0     | Atlético La Paz | 32' 43' 87'      | 26 de octubre    | 14      |

### Asistencia
Lista con la asistencia de los partidos y equipos Liga BBVA Expansión MX.
Datos actualizados a 4 de noviembre de 2024

#### Por equipo
En los promedios solamente se computan los partidos que contaron con asistencia de público. El porcentaje de ocupación media está calculado con base en la capacidad total del estadio.
| Pos                | Equipo             | Total   | Media | Más alta | Más baja | % de Ocupación |
| ------------------ | ------------------ | ------- | ----- | -------- | -------- | -------------- |
| 1                  | Tampico Madero     | 54,629  | 9,104 | 15,039   | 6,227    | 46.29%         |
| 2                  | Atlético Morelia   | 31,992  | 4,570 | 7,368    | 2,872    | 13.06%         |
| 3                  | Leones Negros      | 26,001  | 3,714 | 5,105    | 2,419    | 6.75%          |
| 4                  | Atlético La Paz    | 22,568  | 3,224 | 5,153    | 1,784    | 58.72%         |
| 5                  | Celaya             | 20,517  | 2,931 | 3,712    | 2,086    | 12.64%         |
| 6                  | Venados            | 19,603  | 2,800 | 4,019    | 1,799    | 18.56%         |
| 7                  | Cancún             | 19,426  | 2,775 | 5,900    | 1,632    | 14.73%         |
| 8                  | Correcaminos       | 18,352  | 2,622 | 3,198    | 2,211    | 24.92%         |
| 9                  | Zacatecas          | 17,353  | 2,479 | 3,560    | 1,830    | 12.35%         |
| 10                 | Tepatitlán         | 15,961  | 2,280 | 3,114    | 1,445    | 28.20%         |
| 11                 | Atlante            | 11,154  | 1,859 | 2,992    | 1,332    | 5.43%          |
| 12                 | Tlaxcala           | 11,746  | 1,678 | 2,556    | 1,111    | 15.07%         |
| 13                 | Dorados            | 11,604  | 1,658 | 4,133    | 203      | 7.90%          |
| 14                 | Oaxaca             | 8,687   | 1,241 | 1,954    | 783      | 8.50%          |
| 15                 | Tapatío            | 5,073   | 725   | 960      | 533      | 1.50%          |
| Totales del Torneo | Totales del Torneo | 301,048 | 2,895 | 15,039   | 203      | 12.98%         |

#### Por jornada
El listado excluye los partidos que fueron disputados a puerta cerrada.
| 1     | 28,785  | 4,112 | 18.61% | Tampico Madero vs Atlético Morelia (11,780) | Tlaxcala vs Atlético La Paz (1,726) |
| 2     | 26,854  | 3,836 | 20.61% | Tampico Madero vs Venados (7,128)           | Tlaxcala vs Correcaminos (1,260)    |
| 3     | 14,013  | 2,001 | 7.62%  | Atlante vs Atlético Morelia (2,992)         | Tapatío vs Tampico Madero (690)     |
| 4     | 28,570  | 4,081 | 15.17% | Tampico Madero vs Correcaminos (15,039)     | Tapatío vs Oaxaca (765)             |
| 5     | 19,687  | 2,812 | 20.15% | Atlético La Paz vs Venados (4,318)          | Oaxaca vs Atlético Morelia (1,546)  |
| 6     | 23,726  | 3,389 | 10.39% | Tampico Madero vs Zacatecas (7,325)         | Tapatío VS Tepatitlán (824)         |
| 7     | 17,718  | 2,531 | 17.86% | Atlético La Paz vs Tampico Madero (3,384)   | Oaxaca vs Venados (1,034)           |
| 8     | 21,514  | 3,073 | 9.41%  | Tampico Madero vs Tlaxcala (7,130)          | Tapatío vs Atlético La Paz (764)    |
| 9     | 16,550  | 2,364 | 9.54%  | Leones Negros vs Atlante (5,105)            | Dorados vs Cancún (203)             |
| 10    | 13,462  | 1,923 | 10.60% | Atlético La Paz vs Atlético Morelia (3,278) | Tapatío vs Venados (533)            |
| 11    | 13,676  | 2,279 | 11.02% | Atlético Morelia vs Leones Negros (4,455)   | Tlaxcala vs Oaxaca (1,111)          |
| 12    | 20,198  | 2,885 | 12.89% | Cancún vs Atlante (5,900)                   | Dorados vs Tlaxcala (433)           |
| 13    | 19,319  | 2,759 | 10.80% | Tampico Madero vs Leones Negros (6,227)     | Tapatío vs Cancún (960)             |
| 14    | 13,864  | 1,980 | 8.68%  | Leones Negros vs Celaya (3,625)             | Dorados vs Atlético La Paz (233)    |
| 15    | 16,730  | 2,788 | 11.29% | Atlético Morelia vs Tlaxcala (7,368)        | Dorados vs Oaxaca (233)             |
| Total | 301,048 | 2,895 | 12.98% | Tampico Madero vs Correcaminos (15,039)     | Dorados vs Cancún (203)             |